# سالومحله
سالومحله، روستایی از توابع بخش مرکزی شهرستان رودسر در استان گیلان ایران است.

## جمعیت
این روستا در دهستان رضامحله قرار دارد و براساس سرشماری مرکز آمار ایران در سال ۱۳۸۵، جمعیت آن ۲۵۱ نفر (۷۹خانوار) بوده‌است.

## محصولات
محصولات کشاورزی این منطقه: مرکبات، کیوی و برنج می‌باشد.

## مشاهیر
این روستا زادگاه آیت الله عباس محفوظی، زنده یاد دکترعلی محفوظی، دکترحسن محفوظی، علیرضا محفوظی؛ معاون حقوقی، امور استانها و پارلمانی وزارت راه و شهرسازی، سرتیپ فرزاد اسماعیلی؛ مشاور فرمانده کل ارتش جمهوری اسلامی ایران، دکترحسن علیزاده؛ معاون اداری، مالی و عمرانی دانشگاه پیام‌نور می‌باشد.